# Forsterygion gymnotum
Forsterygion gymnotum är en fiskart som beskrevs av Scott, 1977. Forsterygion gymnotum ingår i släktet Forsterygion och familjen Tripterygiidae. Inga underarter finns listade i Catalogue of Life.